# Schillerstraße 79 (Mönchengladbach)

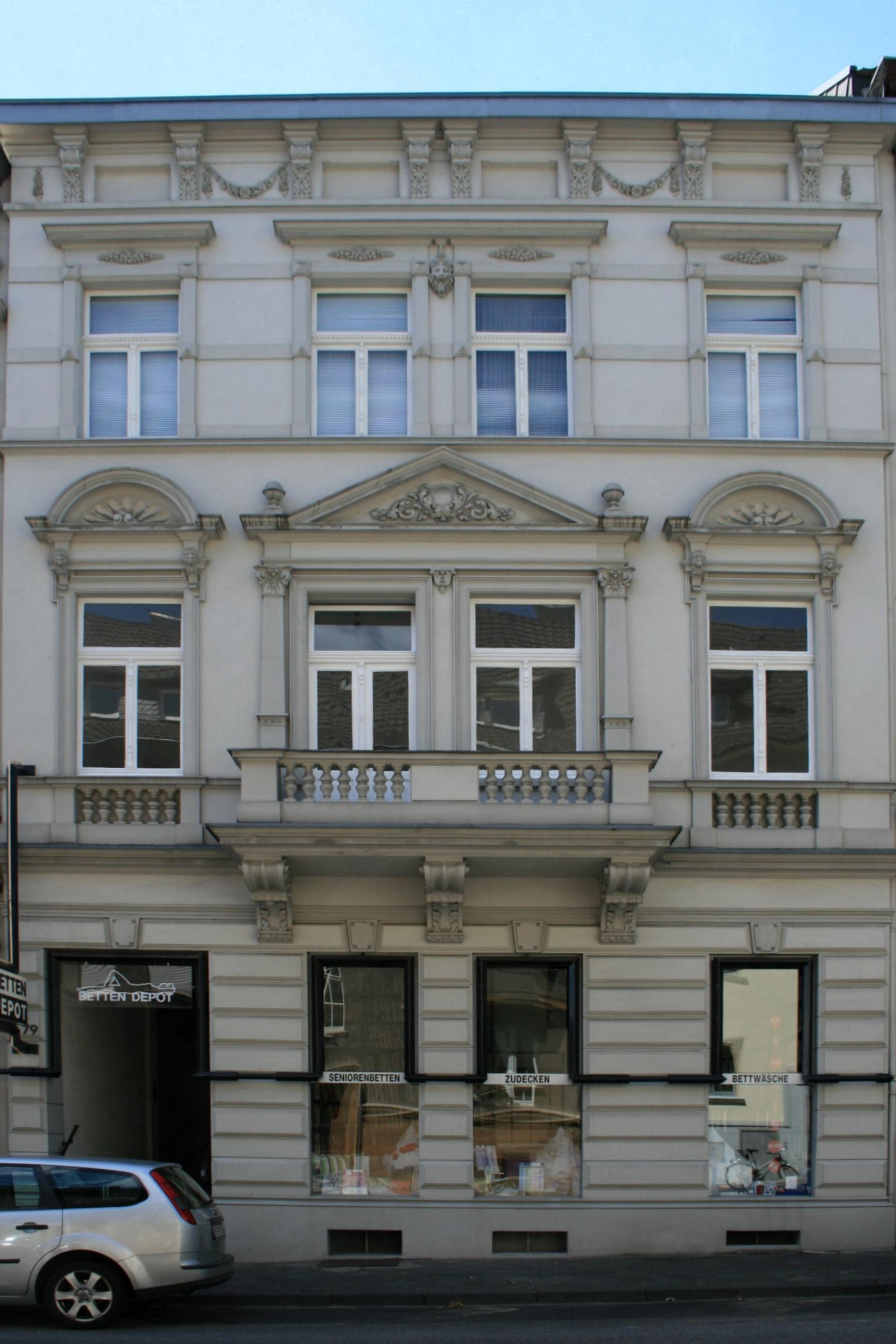
Wohngeschäftshaus (2010)

Das Wohngeschäftshaus Schillerstraße 79 steht im Stadtteil Gladbach in Mönchengladbach (Nordrhein-Westfalen).
Das Gebäude wurde 1898 erbaut und unter Nr. Sch 048 am 7. August 1990 in die Denkmalliste der Stadt Mönchengladbach eingetragen.

## Lage
Das Objekt liegt im historischen Stadterweiterungsgebiet zwischen Altstadt und Eicken in der Schillerstraße als Querverbindung zwischen Hohenzollern- und Hindenburgstraße.

## Architektur
Das Haus Schillerstraße 79 bildet zusammen mit den Häusern Nr. 73, 75, 77, 81, 83 und 85 ein geschlossenes Ensemble.
Es handelt sich um ein vierachsiges, dreigeschossiges Haus mit Mezzanin aus dem Jahre 1898. Das Objekt ist aus städtebaulichen Gründen denkmalwert.